# HD 94388
HD 94388, eller 6 Crateris, är en gulvit stjärna i huvudserien i Vattenormens stjärnbild. Trots sin Flamsteed-beteckning tillhör den inte stjärnbilden Bägaren. Den ligger på gränsen mellan stjärnbilderna och fick byta tillhörighet vid översynen av gränser mellan stjärnbilderna år 1930 och benämns efter bytet av stjärnbild med sin HD-beteckning, HD 94388.
HD 94388 har visuell magnitud +5,24 och är synlig för blotta ögat vid normal seeing. Den befinner sig på ett avstånd av ungefär 100 ljusår.